# Wonderland (Rockets)
Wonderland è il dodicesimo album registrato in studio dai Rockets, pubblicato nell'autunno 2019.
L'album è composto da dieci tracce più il primo brano, Wonderland, riproposta insieme a Fabrice Pascal e Axel Cooper.

## Tracce
1. Wonderland – 4:43
2. Kids From Mars – 3:41
3. Heaven – 3:30
4. We Are One – 3:33
5. Strange People – 3:30
6. Rock 'N Roll Loser – 3:20
7. Get It On (feat. Axel Cooper, Fabrice Pascal) – 3:03
8. Nuclear Fallout – 4:56
9. The One – 3:15
10. Doot Doot – 4:37
11. Wonderland (feat. Axel Cooper, Fabrice Pascal) – 3:33

Durata totale: 41:41

## Formazione
- Fabrice Quagliotti – tastiere
- John Biancale – voce
- Rosaire Riccobono – basso
- Gianluca Martino – chitarra
- Eugenio Mori – batteria